# Августинович, Михаил Петрович
Михаи́л Петро́вич Августино́вич (1912—1984) — советский моряк-подводник и военачальник, участник Великой Отечественной войны. Командуя подводной лодкой К-1 стал одним из наиболее результативных советских подводников Великой Отечественной войны, причём всех успехов добился исключительно минным оружием. Вице-адмирал (9.05.1961).

## Биография
Родился 10 ноября 1912 года в Варшаве, Российская империя.
В Рабоче-крестьянском Красном флоте с августа 1930 года. Окончил Военно-морское училище имени М. В. Фрунзе в Ленинграде в 1932 году. После его окончания направлен в Училище береговой обороны Морских Сил РККА в Севастополе, которое окончил в 1933 году. После окончания училища направлен на службу на Северную военную флотилию (с 1937 года Северный флот) командиром артиллерийского взвода плавучей батареи «Умба», но уже с июле того же года переведён дивизионным артиллеристом в отдельный дивизион подводных лодок флотилии.
В 1936 году окончил Учебный отряд подводного плавания имени С. М. Кирова и назначен помощником командира подводной лодки Д-3 «Красногвардеец» Северного флота, затем служил на такой же должности на подводных лодках Д-1 «Декабрист» (с марта 1937), Щ-401 (с июня 1937). В августе 1937 года назначен командиром подводной лодки Щ-401, а в мае 1938 — командиром подводной лодки Д-2 «Народоволец», в июне 1938 — командиром подводной лодки Д-1. На последней лодке в сентябре-декабре 1938 года выполнил дальний поход на полную автономность (свыше 2 месяцев без заходов на базу) к мысу Нордкап и острову Колгуев, при этом свыше 11 суток лодка пробыла под водой. В октябре 1939 года назначен командиром дивизиона подводных лодок Северного флота, а в октябре 1940 — начальником штаба бригады подводных лодок флота. В 1939 году вступил в ВКП(б).
После начала Великой Отечественной войны в июле 1941 года назначен командиром подводной лодки К-1 (по своей личной просьбе после того, как первые недели войны показали несостоятельность двух подряд командиров этого корабля). Участник 14 боевых походов (из них 12 в качестве командира подводной лодки и 2 в качестве командира дивизиона старшим на борту подводной лодки Л-20, обеспечивая работу её молодого командира), провёл 172 суток в море. За это время корабль многократно был атакован кораблями и авиацией противника (в одном из боёв преследующий лодку тральщик выполнил по ней 180 выстрелов из своих орудий, но не попал, дважды лодка получала повреждения от близких разрывов авиабомб), она свыше 10 раз попадала в мощные шторма с причинением кораблю повреждений, один раз получила повреждения при взрыве морской мины во время преодоления немецкого минного заграждения. Однако каждый раз корабль продолжал выполнять боевые задания, а большинство повреждений были устранены в море силами экипажа. Выполнил одну торпедную атаку, восемь минных постановок в качестве командира подводной лодки (ещё в двух минным постановках участвовал, будучи старшим на борту). На 146 выставленных лодкой минах достоверно подорвалось и затонуло 7 кораблей и судов противника общим водоизмещением 18 463 тонн, ещё 1 транспорт получил повреждения, что является одним из лучших суммарных результатов среди советских подводников и лучшим результатом по потопленным минами целям, по количеству потопленных минами целей входит в число наиболее результативных подводников в мире. 
По данным наградных документов, за весь период войны за М. П. Августиновичем числилось 10 потопленных торпедами и минами кораблей и судов противника, из них оказались подтвержденными по послевоенным данным почти все победы, кроме одной «торпедной» и одной «минной».
С 6 марта 1943 года — начальник 1-го отделения отдела подводного плавания штаба Северного флота. Спустя год, 6 марта 1944 года назначен командиром 1-го дивизиона подводных лодок Краснознамённой бригады подводных лодок Северного флота. Будучи командиром дивизиона, выполнил два боевых похода, корабли его дивизиона в период его командования выполнили 5 минных постановок, на которых повреждены два немецких корабля.
После Победы Августинович М. П. ещё полтора года командовал дивизионом. В марте 1946 года был назначен командиром отряда кораблей, переводимых вокруг Скандинавии с Балтийского моря на Северный флот, успешно выполнив это задание. В декабре 1946 года становится начальником штаба Краснознамённой ордена Ушакова I степени бригады подводных лодок Северного флота. С ноября 1946 года по май 1947 года проходил обучение на Академических курсах офицерского состава при Военно-морской ордена Ленина академии имени К. Е. Ворошилова. В июне 1947 года назначается командиром Краснознамённой ордена Ушакова I степени бригады подводных лодок Северного флота. 15 марта 1951 года на базе бригады подводных лодок Северного флота сформирована 33-я Краснознамённая ордена Ушакова I степени дивизия подводных лодок Северного флота, первым командиром которой был назначен контр-адмирал Августинович М. П.
В ноябре 1953 года Августинович М. П. окончил с золотой медалью морское отделение военно-морского факультета Высшей военной академии имени К. Е. Ворошилова. С января 1954 года советник начальника штаба Военно-морских сил КНР. В августе 1954 года становится старшим военным советником командующего ВМС КНР. С декабря 1956 года — начальник 3-го отдела (оперативное использование сил флота) Оперативного управления Главного морского штаба ВМФ СССР. С ноября 1957 года — адмирал-инспектор подводных сил инспекции ВМФ Главной инспекции Министерства обороны СССР. 9 мая 1961 года М. П. Августиновичу присвоено воинское звание «вице-адмирал». С сентября 1968 года в запасе по болезни.
Жил в Москве. Умер 22 сентября 1984 года. Похоронен на Кунцевском кладбище.

## Награды
- Орден Ленина (30.04.1954);
- два ордена Красного Знамени (29.04.1942, 15.11.1950);
- Орден Нахимова II степени (10.04.1944)[9];
- Орден Отечественной войны I степени (1.01.1943)[10];
- Орден Отечественной войны II степени (30.05.1945);
- Орден Красной Звезды (10.11.1945)[11];
- Медаль «За боевые заслуги» (3.11.1944)[12];
- Медаль «За оборону Советского Заполярья» (1944);
- Медаль «За победу над Германией в Великой Отечественной войне 1941—1945 гг.» (1945);
- Ряд других медалей СССР;
- Именное оружие (1962)[2].

## Сочинения
- (В соавторстве). "Декабристы " вступают в строй // Морской сборник. — 1981. — № 11. — С. 72-73.
- (В соавторстве). Так начинался подводный флот // Боевая вахта. — 12 марта 1971.
- Удар из глубины // Советский патриот. — 26 июля 1981.